# Суперкубок Англії з футболу 1937
Суперкубок Англії з футболу 1937 — 24-й розіграш турніру. Матч відбувся 3 листопада 1937 року між чемпіоном Англії «Манчестер Сіті» та володарем кубка країни «Сандерленд».
| Володарі Суперкубка Англії 1937 |
| ------------------------------- |
|                                 |
| «Манчестер Сіті» Перший титул   |

## Учасники
| Клуб             | Участей | Роки (жирним виділено перемоги) |
| ---------------- | ------- | ------------------------------- |
| «Манчестер Сіті» | 1       | 1934                            |
| «Сандерленд»     | 1       | 1936                            |

## Матч

### Деталі
| 3 листопада 1937 |

| «Манчестер Сіті» | 2–0      | «Сандерленд» |
| ---------------- | -------- | ------------ |
| Герд Догерті     | Протокол |              |

| Мейн-Роуд, Манчестер Глядачів: 14 000 |

|  |  |

| В                |  | Френк Свіфт    |
| З                |  | Біллі Дейл     |
| З                |  | Сем Баркас (к) |
| ПЗ               |  | Джек Перківал  |
| ПЗ               |  | Боббі Маршалл  |
| ПЗ               |  | Джекі Брей     |
| Н                |  | Ерні Тоусленд  |
| Н                |  | Алек Герд      |
| Н                |  | Фред Тілсон    |
| Н                |  | Пітер Догерті  |
| Н                |  | Ерік Брук      |
| Головний тренер: |  |                |
| Вілф Вайлд       |  |                |

| В                |  | Джонні Мепсон   |
| З                |  | Джиммі Горман   |
| З                |  | Алекс Голл      |
| ПЗ               |  | Чарльз Томсон   |
| ПЗ               |  | Берт Джонстон   |
| ПЗ               |  | Алекс Гастінгс  |
| Н                |  | Джонні Спелер   |
| Н                |  | Рейч Картер     |
| Н                |  | Боббі Герні     |
| Н                |  | Патрік Галлачер |
| Н                |  | Фред Роувелл    |
| Головний тренер: |  |                 |
| Джонні Кочрейн   |  |                 |